# マイケル・オギオ
マイケル・オギオ（英語: Michael Ogio、1942年7月7日 - 2017年2月18日）は、パプアニューギニアの政治家。人民民主運動党首や第9代総督を歴任した。聖マイケル・聖ジョージ勲章一等 (GCMG)、大英帝国勲章三等 (CBE)。

## 経歴
ジェフリー・ナペが何の説明もせずに一週間で総督代行を辞任した2010年12月20日、総督代行となった。2011年1月14日の投票でパト・カケラヤを65対23で破って正式に総督に選出され、1月25日に就任した。
2011年4月26日、ウィンザー城において、エリザベス2世から聖マイケル・聖ジョージ勲章の勲一等を授与された。
2017年2月18日、総督在任中にポートモレスビーで死去。